# Juan José Esparragoza Moreno
Juan José de Jesús Esparragoza Moreno (3 de febrero de 1949, Badiraguato, Sinaloa, México - Presuntamente muerto el 7 de junio de 2014), conocido por su alias "El Azul", fue un narcotraficante mexicano y uno de los líderes del Cartel de Sinaloa, organización dedicada al tráfico de drogas. Originalmente fue miembro de la Dirección Federal de Seguridad (DFS), una agencia policial, fundó el Cartel de Guadalajara en la década de 1970 junto con otros importantes narcotraficantes en México. Luego de la desintegración de éste en 1980, lideró el Cartel de Juárez, aliándolo con el de Sinaloa. Trabajó junto con Joaquín Guzmán Loera, considerado uno de los más buscados narcotraficantes mexicanos. Se presume de su muerte ocurrida en un hospital de Ciudad de México debido a un paro cardíaco, pero las autoridades aún no han podido confirmar ni denegar esta teoría.

## Primeros años
Juan José Esparragoza Moreno nació en Huixiopa, Badiraguato, Sinaloa, México el 3 de febrero de 1949. Hay una fecha de nacimiento alternativa: el 2 de marzo de 1949, de acuerdo con las bases de datos del gobierno estadounidense. En la década de 1970, ingresó a la Dirección Federal de Seguridad (DFS), agencia policial ahora extinta, donde comenzó a involucrarse con policías corruptos vinculados al crimen organizado. El apodo "El Azul" deriva de su complexión física, se dice de él que "es tan oscuro que su piel llega a parecer azul".

## Cartel de Guadalajara
Antes de la implementación de la Operación Cóndor, un programa mexicano antidrogas de la década de 1970 para acabar con los envíos de drogas de México a Estados Unidos, muchos traficantes del estado de Sinaloa se reagruparon en Guadalajara, Jalisco para continuar sus operaciones. Las reagrupaciones llevaron al nacimiento del Cartel de Guadalajara, una organización criminal que llevaría a manejar casi todas las operaciones de narcóticos en México entre fines de 1970 y 1980. Los fundadores fueron Miguel Ángel Félix Gallardo (alias "El Padrino"), Ernesto Fonseca Carrillo (alias "Don Neto"), Rafael Caro Quintero, Esparragoza Moreno y otros narcos sinaloenses. Entre 1970 y comienzos de 1980, la gran mayoría de la cocaína en Estados Unidos ingresaba vía Florida a través del Caribe. Sin embargo, con los controles policiales en esa área a mediados de la década de 1980, los traficantes colombianos mudaron sus operaciones a México.
El cartel aprovechó la situación y comenzó a colaborar en el tráfico de cocaína con los colombianos a través de la frontera México-Estados Unidos. En vez de sólo cruzar la droga, el cartel decidió tomar un porcentaje de las ganancias (a veces en porcentajes tan altos como el 50%). Bajo el liderazgo de los mencionados, la organización pasó de supervisar la producción y envío de marihuana y opiáceos a Estados Unidos a en la década de 1980, a expandir sus operaciones con la cocaína. El cartel controló el tráfico de cocaína a los Estados Unidos en envíos de toneladas cada mes y sus líderes amasaron una fortuna. Al mismo tiempo, contaba con la protección policíaca de la DFS; algunos miembros participaron directamente en asesinatos y tráficos en lugar de sus integrantes.
Con el crecimiento de la influencia del cartel, la Drug Enforcement Administration (DEA) empezó a fijarse en sus operaciones en el país. Uno de sus agentes, Enrique Camarena Salazar, fue enviado a las oficinas de la DEA en Guadalajara y comenzó a trabajar infiltrándose dentro del cartel. En plena luz del día el 7 de febrero de 1985, policías de la DFS secuestraron a Camarena cuando abandonaba el consulado estadounidense en Guadalajara. Unas horas después del suceso, su piloto Alfredo Zavala Avelar, quien colaboraba con Camarena en las operaciones de la DEA, había sido también secuestrado.
En marzo de 1986 Esparragoza Moreno fue arrestado en Ciudad de México bajo la dirección del comandante de la DFS Florentino Ventura. Fue encarcelado en el Reclusorio Sur de Ciudad de México el 11 de marzo de 1986 por cargos de tráfico de drogas y de estar involucrado en el secuestro y asesinato de Camarena. Esparragoza Moreno negó todos los cargos y se declaró inocente. Un juez federal, sin embargo, lo condenó a siete años y dos meses en prisión. El 9 de julio de 1990, fue transferido a otra prisión en Ciudad de México, y en marzo de 1991 fue trasladado al Centro de Readaptación Social Federal No. 1 (conocida como "La Palma") en Almoloya de Juárez. Un año después, Esparragoza Moreno cumplió con su sentencia y fue liberado.

## Cartel de Juárez
En 1993, Esparragoza Moreno se unió al Cartel de Juárez bajo la tutela del líder del mismo, Amado Carrillo Fuentes (alias "El Señor de los Cielos"), otro importante narco de México.

## Búsqueda
Esparragoza Moreno es actualmente prófugo y buscado por el Departamento de Estado de los Estados Unidos bajo el programa Narcotics Rewards Program y ofrecen una recompensa de US$10 millones por datos para su captura. En México, está incluido en la lista de los 37 narcotraficantes más buscados y el gobierno mexicano ofrece $2 millones por su captura. En el anuncio de su búsqueda, es anunciado con sus nombres y sus apodos desde el más significativo "El Azul", entre otros: Juan José Esparragoza Martínez, José Luis Esparragosa, Juan Esparragosa Ualino, Juan José Esparragoza Italino, Juan José Esparraguza Valino, Juan Manuel Ortiz Moreno, Arturo Beltrán, Raúl González, Juan Robles, Juan Robledo y El Huarache.

## Presunta muerte
El 7 de junio de 2014, Esparragoza Moreno (con 65 años) habría muerto de un ataque al corazón debido a un accidente quince días antes. Según informes sin verificar, Esparragoza Moreno estaba guardando reposo en su cama tras un accidente de auto que le dañó la columna vertebral. Cuando intentó levantarse de la cama, sufrió un ataque al corazón y murió. Las fuentes discrepan sobre el lugar de su supuesta muerte; algunas citan el lugar como Ciudad de México, otras dicen que ha sido Guadalajara. Habría sido cremado y sus cenizas enviadas a Culiacán, Sinaloa por sus amigos y familiares. Las agencias policiales mexicanas y la Procuraduría General de la República (PGR) y el Centro de Investigación y Seguridad Nacional (CISEN) condujeron una investigación al respecto con la DEA. El jefe de la PGR Jesús Murillo Karam indicó que no habría suficiente evidencia para confirmar la muerte del narco. El alcalde de Badiraguato Mario Valenzuela, como así también el Gobernador de Sinaloa Mario López Valdez, señalaron que los rumores serían falsos.
El 11 de junio de 2014, el CISEN, la PGR y la  Policía Ministerial revelaron que había informes de inteligencia de que Esparragoza Moreno podría haber muerto en un hospital en Culiacán (no en Guadalajara o Ciudad de México, como se había dicho previamente). Según algunos informes sin confirmar, Esparragoza Moreno se registró en un hospital bajo un nombre falso y murió de un ataque al corazón. Antes de que las autoridades pudieran investigarlo, según la investigación, el cuerpo fue sacado del hospital y cremado al día siguiente. Las autoridades llevaron a cabo investigaciones además en Ciudad de México, Jalisco, Nuevo León, y Sinaloa, pero no encontraron ninguna pista para confirmar o negar los rumores. En agosto de 2014, José Juan Esparragoza Jiménez, el hijo de Esparragoza Moreno, fue arrestado acusado de tráfico de metanfetamina, cocaína y marihuana. Durante el interrogatorio policial, declaró que su padre había fallecido.

## Nota
1. ↑  Huichiopa es escrito a veces Huixiopa o Chuicopa.[3][4]